# كأس السوبر الإسباني 1993
كأس السوبر الإسباني 1993 جمعت نسخة عام 1993 في اطار بطولة كأس السوبر الإسباني بطل الدوري الإسباني موسم 1992-93 برشلونة مع بطل كأس إسبانيا موسم 1992-93 ريال مدريد ، أُقيمت من مباراتي ذهاب وإياب خريف عام 1993، وحقق ريال مدريد اللقب بعد الفوز بمجموع المباراتين 4-2 .

## التفاصيل

### مباراة الذهاب
| ريال مدريد                                             | 3–1 | برشلونة                              |
| ------------------------------------------------------ | --- | ------------------------------------ |
| ألفونسو 35، 89' · زامورانو 55' · المدرب · بينيتو فلورو |     | ستويتشكوف 17' · المدرب · يوهان كرويف |

### مباراة الإياب
| برشلونة                           | 1–1 | ريال مدريد                           |
| --------------------------------- | --- | ------------------------------------ |
| باكيرو 65' · المدرب · يوهان كرويف |     | زامورانو 21' · المدرب · بينيتو فلورو |